# Maaritsa
Maaritsa är en ort i Estland. Den ligger i Valgjärve kommun och landskapet Põlvamaa, i den södra delen av landet, 180 km sydost om huvudstaden Tallinn. Maaritsa ligger 135 meter över havet och antalet invånare är 192.
Terrängen runt Maaritsa är platt. Runt Maaritsa är det glesbefolkat, med 9 invånare per kvadratkilometer. Närmaste större samhälle är Elva, 18,5 km väster om Maaritsa. I omgivningarna runt Maaritsa växer i huvudsak blandskog.